# 1675
1675 (MDCLXXV) fue un año común comenzado en martes, según el calendario gregoriano.

## Acontecimientos
- 5 de enero: en la batalla de Colmar, el ejército francés derrota a la huestes de Brandeburgo.
- 10 de agosto: cerca de Londres (Inglaterra), el rey Carlos II funda el Real Observatorio de Greenwich.
- 2 de noviembre: en la actual Colombia se funda la aldea de Medellín.
- 4 de noviembre: una tormenta azota Europa occidental. Se inunda el norte de los Países Bajos, incluida la villa de Ámsterdam.
- 11 de noviembre: el matemático Gottfried Leibniz enumera los postulados del cálculo infinitesimal.
- El físico danés Olaus Roemer determina la velocidad de la luz.
- El científico Anton van Leeuwenhoek descubre y describe las bacterias.
- El teólogo protestante Philipp Jakob Spener funda el pietismo.
- En Londres se inicia la construcción de la Catedral de Saint Paul.

## Nacimientos
- 31 de marzo: Benedicto XIV, papa italiano (f. 1758).
- 1 de junio: Scipione Maffei, historiador, dramaturgo, filósofo y arqueólogo italiano (f. 1755).

## Fallecimientos
- 17 de enero: Bernard Frenicle de Bessy, matemático francés.
- 29 de marzo: Juana de la Cruz, beata española (n. 1597).
- 15 de diciembre: Johannes Vermeer, pintor neerlandés (n. 1632).